# Miel Pops
Miel Pops est un produit créé par la marque Kellogg's. Il s'agit de boules de maïs soufflées enrobées de mieloriginaires des États-Unis et apparu en France depuis 1987. Selon les pays, Miel Pops peut être remplacé par Honey Pops. La mascotte est une abeille.
Au Brésil et en Argentine, la marque est commercialisée sous le nom Honey Nutos.